# Équipe d'Algérie de football à la Coupe arabe de la FIFA 2021
L'équipe d'Algérie de football participe à la coupe arabe de la FIFA 2021 organisée au Qatar du 30 novembre 2021 au 18 décembre 2021.

## Équipe
(janvier 2023).
Si vous disposez d'ouvrages ou d'articles de référence ou si vous connaissez des sites web de qualité traitant du thème abordé ici, merci de compléter l'article en donnant les références utiles à sa vérifiabilité et en les liant à la section « Notes et références ».
Avec l'arrivée de Madjid Bougherra à la tète de l’Algérie A', après 23 ans d'absence l’Algérie retrouve la Coupe arabe des nations, cette édition 2021 a pour particularité d’être pour la première fois organisée par la FIFA. Elle se déroule au Qatar dans les stades de la Coupe du monde 2022, entre le 30 novembre et le 18 décembre 2021. Avant le début du tournoi, l’Algérie entamera quelques matchs amicaux (5 matchs), respectivement contre le Liberia, dans le nouveau Stade olympique d'Oran, victoire 5-1 de l’Algérie avec un quadruplé réalisé par Mohamed El Amine Amoura. Contre la Syrie, victoire 2-1. Deux victoires respectivement contre le Burundi (3-0) et le Bénin (3-1), le dernier match contre la Nouvelle-Zélande, se clôturera par une défaite 2-1, première défaite sous l’ère de Madjid Bougherra.
Pour le premier match du tournoi, les verts affrontent le Soudan au Stade Ahmad-bin-Ali, ils réalisent un match quasi parfait en gagnant sur le score lourd de 4-0, avec un l’ouverture du score de Baghdad Bounedjah à la 11e minute, il double la mise à la 37e minute, Djamel Benlamri, offre le troisième but avant la fin de la premier mi-temps (43e minute). Au retour des vestiaires, Hillal Soudani, passeur sur le premier but, devient buteur à la 46e minute. Pour le second match du groupe, les hommes de Madjid Bougherra, gagnent le Liban, 2-0 avec un but du capitaine Yacine Brahimi à la 69e minute, malgré l’exclusion de Mrezigue, l’Algérie enfonce le clou avec un but de Tayeb Meziani à la dernière minute du match. Le dernier match de ce groupe voit l’Algérie affronter l'Égypte, considéré dans un premier temps comme le choc de ce premier tour de la Coupe Arabe de la FIFA 2021, il existe dans un second temps entre ces deux pays une rivalité sportive. L’Algérie ouvre le score via le défenseur central Mohamed-Amine Tougaï, mais les Égyptiens obtiennent un penalty à la 60e minute que Amr El Sulaya concrétisera. Le match se termine sur un nul, mais l'Égypte terminera première du groupe via le fair-play, l'Égypte aura concédé moins de carton que l’Algérie.
En quarts de finale, les verts affrontent le Maroc A', dans un match extrêmement relevé, les Algériens ouvrent le score sur un penalty transformé par Yacine Brahimi à la 62e minute, cependant le Maroc égalise 2 minutes après, grâce a Mohamed Nahiri, le match se termine au bout de 90 minutes à 1-1. Durant la prolongation, à la grande stupéfaction de tout le monde à la 102e minute, Youcef Belaïli inscrit un splendide but de 40 mètres reprise de volée que le gardien marocain Anas Zniti ne peut stopper. Le Maroc cependant égalise une deuxième fois à la 111e minute avec une tète de Badr Benoun, le match se termine sur le score de 2-2 en prolongation, l’Algérie se qualifie aux tirs au but, 5-3, grâce à un arrêt de Raïs M'Bolhi.
En demi-finale, l’Algérie affronte le pays organisateur, le Qatar, le match se finit à la pause sur le score de 0-0. En deuxième mi-temps, tout commence bien pour les Algériens où sur un corner Houcine Benayada réalise un tir contré par Djamel Benlamri qui ouvre le score, la fin de match assez spectaculaire voit dans un premier temps, un temps additionnel de 9 minutes, durant ce laps de temps le joueur du Qatar, Mohammed Muntari, égalise sur une tète à la 97e minute, avec le temps de célébration des joueurs du Qatar, l'arbitre polonais de ce match Szymon Marciniak, offre encore quelques minutes de plus ainsi à la 114e minute Yacine Brahimi, provoque un penalty, que Youcef Belaïli se chargera de transformer. Lors du tir, le penalty sera arrêté mais Belail arrivera à reprendre la balle justesse, l’Algérie gagne ce match sur le score 1-2 avec au total 18 minutes de temps additionnel.
Pour la finale, l’Algérie rencontre la Tunisie, durant 90 minutes, les tunisiens plus poussifs et dominateurs n'arriveront pas à ouvrir le score. Encore une fois l’Algérie ouvre le score pendant la prolongation avec un but de Amir Sayoud à la 99e minute sur une magnifique frappe que le gardien tunisien, Mouez Hassen ne peut stopper. Le deuxième but algérien intervient alors que toute la défense tunisienne y compris le gardien était montée dans le camp algérien sur un dernier corner. Yacine Brahimi, sur une passe de Djamel Benlamri, voit le but tunisien vide, seul il inscrit le dernier but de ce match. Victoire 2-0, pour l’Algérie A' qui voit son premier trophée rentrer à Alger.

### Maillot
Pour la coupe arabe de la FIFA 2021, l'équipementier de l'équipe, Adidas, lui confectionne un maillot spécifique.
| Couleurs | Blanc et vert |
| Marque   | Adidas        |
| Domicile | Extérieur     |

## Compétition

### Phase de poules
| Rang | Équipe  | Pts | J | G | N | P | Bp | Bc | Diff |
| ---- | ------- | --- | - | - | - | - | -- | -- | ---- |
| 1    | Égypte  | 7   | 3 | 2 | 1 | 0 | 7  | 1  | +6   |
| 2    | Algérie | 7   | 3 | 2 | 1 | 0 | 7  | 1  | +6   |
| 3    | Liban   | 3   | 3 | 1 | 0 | 2 | 1  | 3  | -2   |
| 4    | Soudan  | 0   | 3 | 0 | 0 | 3 | 0  | 10 | -10  |

| Match 5                         | Algérie                                        | 4 – 0   | Soudan | Stade Ahmed-ben-Ali, Al Rayyan                         |                                                        |
| 1er décembre 2021 13 h 00 UTC+3 | Bounedjah 11e 37e · Benlamri 43e · Soudani 46e | (3 – 0) |        | Arbitrage : Ryūji Satō Arbitre vidéo : Hiroyuki Kimura | Arbitrage : Ryūji Satō Arbitre vidéo : Hiroyuki Kimura |
| 1er décembre 2021 13 h 00 UTC+3 | Rapport                                        |         |        | Arbitrage : Ryūji Satō Arbitre vidéo : Hiroyuki Kimura | Arbitrage : Ryūji Satō Arbitre vidéo : Hiroyuki Kimura |

| Match 14                      | Liban                                  | 0 – 2   | Algérie                     | Stade d'Al-Janoub, Al Wakrah                                    |                                                                 |
| 4 décembre 2021 16 h 00 UTC+3 |                                        | (0 – 0) | 69e Brahimi · 90+3e Meziani | Arbitrage : Szymon Marciniak Arbitre vidéo : Tomasz Kwiatkowski | Arbitrage : Szymon Marciniak Arbitre vidéo : Tomasz Kwiatkowski |
| 4 décembre 2021 16 h 00 UTC+3 | Ataya (en) 44e · El Zein (en) 45e, 83e | Rapport | 72e, 78e Mrezigue           | Arbitrage : Szymon Marciniak Arbitre vidéo : Tomasz Kwiatkowski | Arbitrage : Szymon Marciniak Arbitre vidéo : Tomasz Kwiatkowski |

| Match 23                      | Algérie                                                                | 1 – 1   | Égypte                                           | Stade d'Al-Janoub, Al Wakrah                                         |                                                                      |
| 7 décembre 2021 22 h 00 UTC+3 | Tougai 20e                                                             | (1 – 0) | 60e (pen.) El Sulaya                             | Arbitrage : Facundo Tello Arbitre vidéo : Guillermo Cuadra Fernández | Arbitrage : Facundo Tello Arbitre vidéo : Guillermo Cuadra Fernández |
| 7 décembre 2021 22 h 00 UTC+3 | Belaïli 40e · Tougai 60e · Draoui 71e · Soudani 90+2e · Titraoui 90+6e | Rapport | 18e Tawfik (en) · 39e Fathy (en) · 80e El Sulaya | Arbitrage : Facundo Tello Arbitre vidéo : Guillermo Cuadra Fernández | Arbitrage : Facundo Tello Arbitre vidéo : Guillermo Cuadra Fernández |

### Phase à élimination directe
| Match 28                       | Maroc                                              | 2 – 2 ap              | Algérie                                          | Stade d'Al-Thumama, Doha                                             |                                                                      |
| 11 décembre 2021 22 h 00 UTC+3 | Nahiri 64e · Benoun 111e                           | (0 – 0, 1 – 1, 1 – 1) | 62e (pen.) Brahimi · 102e Belaïli                | Arbitrage : Wilton Pereira Sampaio (en) Arbitre vidéo : Rafael Traci | Arbitrage : Wilton Pereira Sampaio (en) Arbitre vidéo : Rafael Traci |
| 11 décembre 2021 22 h 00 UTC+3 | Saadane 17e · Haddad 34e · Benoun 84e · Chibi 119e | Rapport               |                                                  | Arbitrage : Wilton Pereira Sampaio (en) Arbitre vidéo : Rafael Traci | Arbitrage : Wilton Pereira Sampaio (en) Arbitre vidéo : Rafael Traci |
| 11 décembre 2021 22 h 00 UTC+3 | Rahimi · Benoun · Jabrane · El Berkaoui            | Tirs au but 3 – 5     | Belaïli · Bendebka · Bedrane · Benayada · Tougai | Arbitrage : Wilton Pereira Sampaio (en) Arbitre vidéo : Rafael Traci | Arbitrage : Wilton Pereira Sampaio (en) Arbitre vidéo : Rafael Traci |

| Match 30                       | Qatar          | 1 – 2   | Algérie                                      | Stade d'Al-Thumama, Doha                                        |                                                                 |
| 15 décembre 2021 22 h 00 UTC+3 | Muntari 90+7e  | (0 – 0) | 59e Benlamri · 90+17e Belaïli                | Arbitrage : Szymon Marciniak Arbitre vidéo : Tomasz Kwiatkowski | Arbitrage : Szymon Marciniak Arbitre vidéo : Tomasz Kwiatkowski |
| 15 décembre 2021 22 h 00 UTC+3 | Almoez Ali 23e | Rapport | 8e Brahimi · 90+8e Belaïli · 90+10e Benlamri | Arbitrage : Szymon Marciniak Arbitre vidéo : Tomasz Kwiatkowski | Arbitrage : Szymon Marciniak Arbitre vidéo : Tomasz Kwiatkowski |

| Match 32                       | Tunisie                                             | 0 – 2 ap              | Algérie                                                      | Stade Al Bayt, Al-Khor                                                            |                                                                                   |
| 18 décembre 2021 18 h 00 UTC+3 |                                                     | (0 – 0, 0 – 0, 0 – 1) | 99e Sayoud · 120+5e Brahimi                                  | Spectateurs : 60 456 Arbitrage : Daniel Siebert Arbitre vidéo : Christian Dingert | Spectateurs : 60 456 Arbitrage : Daniel Siebert Arbitre vidéo : Christian Dingert |
| 18 décembre 2021 18 h 00 UTC+3 | Msakni 39e · Jaziri 40e · Ben Hmida 43e · Sassi 64e | Rapport               | 13e Chetti · 40e Bounedjah · 90+3e Bendebka · 120+4e Brahimi | Spectateurs : 60 456 Arbitrage : Daniel Siebert Arbitre vidéo : Christian Dingert | Spectateurs : 60 456 Arbitrage : Daniel Siebert Arbitre vidéo : Christian Dingert |

## Statistiques

### Buteurs
| Buts | Joueurs              | Adversaires         |
| ---- | -------------------- | ------------------- |
| 3    | Yacine Brahimi       | Liban Maroc Tunisie |
| 2    | Youcef Belaïli       | Maroc Qatar         |
| 2    | Djamel Benlamri      | Soudan Qatar        |
| 2    | Baghdad Bounedjah    | Soudan              |
| 1    | Tayeb Meziani        | Liban               |
| 1    | Hillal Soudani       | Soudan              |
| 1    | Mohamed Amine Tougai | Égypte              |
| 1    | Amir Sayoud          | Tunisie             |